# دهستان شالیار
دهستان شالیار نام دهستانی در بخش اورامان شهرستان سروآباد، استان کردستان در ایران است. براساس سرشماری مرکز آمار ایران در سال ۱۳۸۵، جمعیت آن ۵۵۷۴ نفر (۱۲۲۰ خانوار) بوده‌است.